# 鄧中舉
邓中举（1038年—1098年），字子进，辽朝官员，祖先是南阳人。
祖父邓延贞，擅长医卜，父亲邓澄，没有出仕。邓中举好学，进士及第，调倅营州军州事，补丞相掾，以才干著称。补厅房主书。转吏房丞旨。任满，为中京府少尹，按通中、上、东三京路供奉官，再为燕京留守中门使，读礼部进士文卷，燕京副留守。跟随留守宋魏国王耶律和鲁斡出猎。大安三年（1087年）冬，充宋使接伴，次年冬，出使宋朝庆贺宋哲宗生辰，为国信副使。回国后，提点大理寺。大安五年（1089年）夏，担任辽东路按察使，没有出行，就充任科举主考。大安六年（1090年）为宣权盐铁使，不到一年，为父丁忧。起复，加直学士，知盐铁使，人称清明。寿昌三年（1097年），担任保安军节度使。邓中举以善于整顿政务著称一时。寿昌四年（1098年）夏，去世，时年六十一岁。其妻陈留郡夫人马氏，其弟邓中及，中进士。其子邓奕，举进士，早卒，邓纯，举进士。女儿四人，长女嫁给进士安曼期，次女出家，三女嫁张觉。邓中举墓位于内蒙古自治区宁城县一肯中乡二夹心子沟西沿，1976年发掘。